# آيرا (مؤسسة)
إيرا (iERA) هي مؤسسة غير ربحية أسست عام 2009م في المملكة المتحدة تهدف إلى حركة دعوية عالمية إلى دين الإسلام. اسم المؤسسة اختصار «لأكاديمية التعليم والبحث الإسلامي» (Islamic Education and Research Academy).

## قسم الأبحاث
بفصتها أكاديمية بحث فإن إيرا تشجع المبادرات البحثية تحت أطر مشاريع ونماذج. قسمها البحثي المتخصص هو الأول من نوعه لمؤسسة إسلامية في الغرب.

## لجنة التوصية
- عبد الرحيم غرين، (الرئيس).
- ساكب ستار.
- يوسف تشامبرز.
- ناص خان.

## أعضاء اللجنة الاستشارية
- ذاكر نايك.
- حسين يي.
- عبد الله حكيم كويك.
- هيثم الحداد.
- بلال فيلبس.[1]

## دراساتها
في عام 2010م قامت إيرا بدراسة حول نظرة بريطانيا السلبية للإسلام، وذكرت الدراسة في صحيفة الغارديان.

## برامجها

### مهمة دعوة (Mission Dawah)
هذا البرنامج يقوم بإعداد دعاة للإسلام وتدريبهم في كيفية الدعوة وأساليبها.

### مسلم الآن (Muslim Now)
لهذا البرنامج قسم خاص في إيرا يهدف إلى الترحيب ودعم المسلمين المجدد.

### سبب واحد (One Reason)
لهذا البرنامج موقع على الشبكة يوجه تفكير غير المسلمين إلى السبب الذي من أجله وجدوا بطرحه لأسئلة وأجوبة عن ذات الأمر.

### المناظرات الكبرى (The Big Debates)
هذا المشروع يهدف إلى إيجاد همزة وصل بين المفكرين الغربيين والإسلاميين حيث يتناظرون في الأفكار على الملأ. أشهر المناظرات أجريت مع:
- دان باركر (مؤلف «غودلس» والمدير السابق لمؤسسة الحرية من الأديان)
- د. بيتر كيف (رئيس الفلاسفة الإنسانيين في رابطة الإنسانيين البريطانية)
- إد بكنر (الرئيس السابق لالمحلدون الأمريكيون)
- لارس غول (فيلسوف نرويجي وسكرتير عام سابق لرابطة الإنسانيين النرويجية)
- ساره سنيدر (عالمة لاهوتية من جامعة كامبردج)